# Zangarona
Zangarona (Xingarona in arbëreshe, Zingaroni in dialetto lametino) è una frazione del comune di Lamezia Terme, in provincia di Catanzaro, in Calabria. La sua popolazione è di circa 370 abitanti.
Si collega con il centro cittadino di Lamezia Terme con la S.P. 78, dal quale dista circa km 4; dista dallo svincolo autostradale SA-RC, dallo snodo ferroviario di Lamezia Terme centrale e dall'aeroporto internazionale circa 15 km.
Comunità italo-albanese (arbëreshë), è una delle più antiche della provincia di Catanzaro insieme a Vena di Maida e Caraffa. 

## Geografia fisica

### Territorio

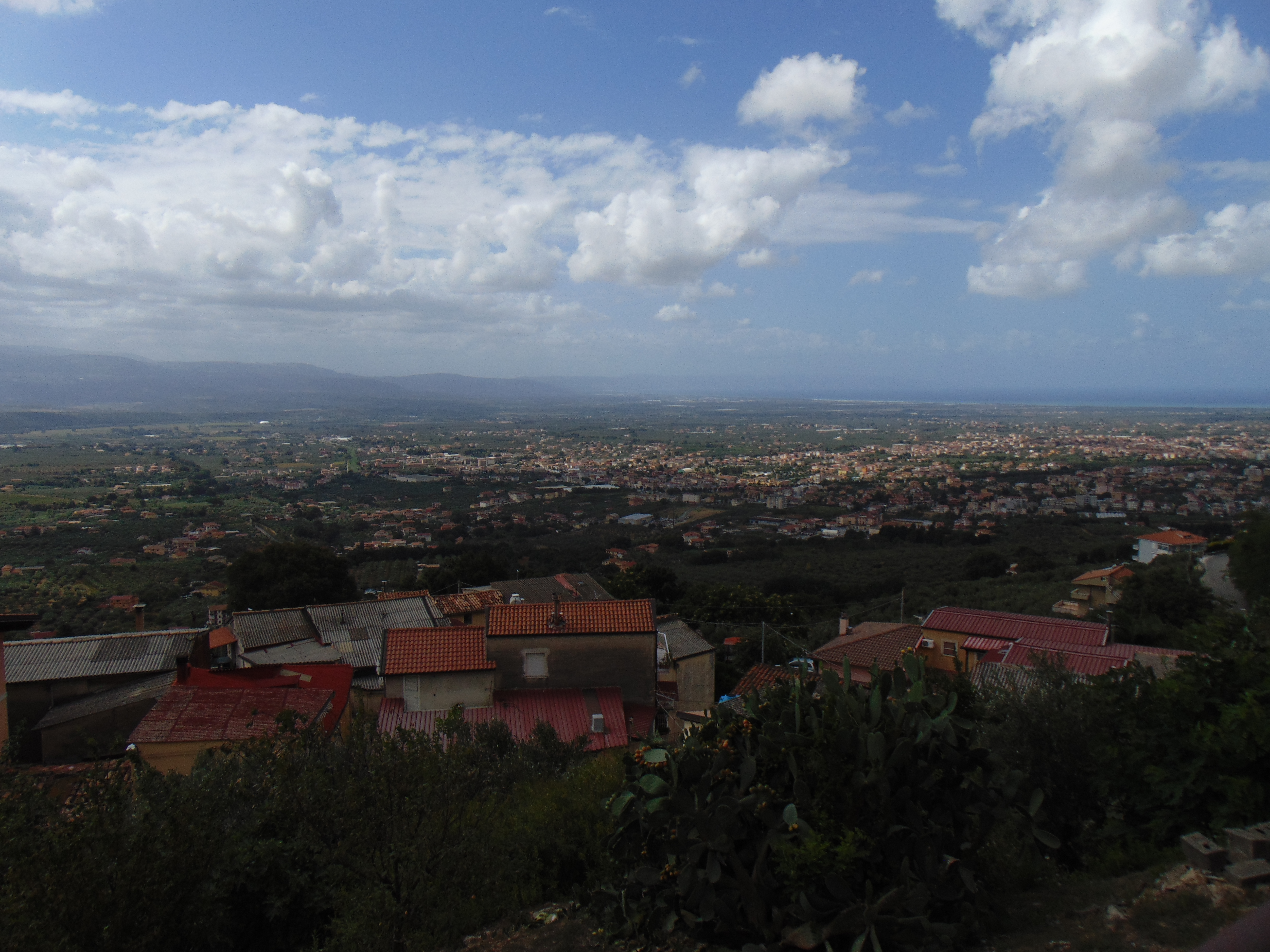
La piana di Lamezia vista da Zangarona

Incastonata tra le colline nicastresi, la frazione Zangarona è situata a circa 330 m s.l.m. Immersa nella natura tipica della macchia mediterranea, offre una vista panoramica su gran parte dell’area dell’istmo, il golfo di Sant’Eufemia e le Isole Eolie, in particolare Stromboli.

## Origini del nome

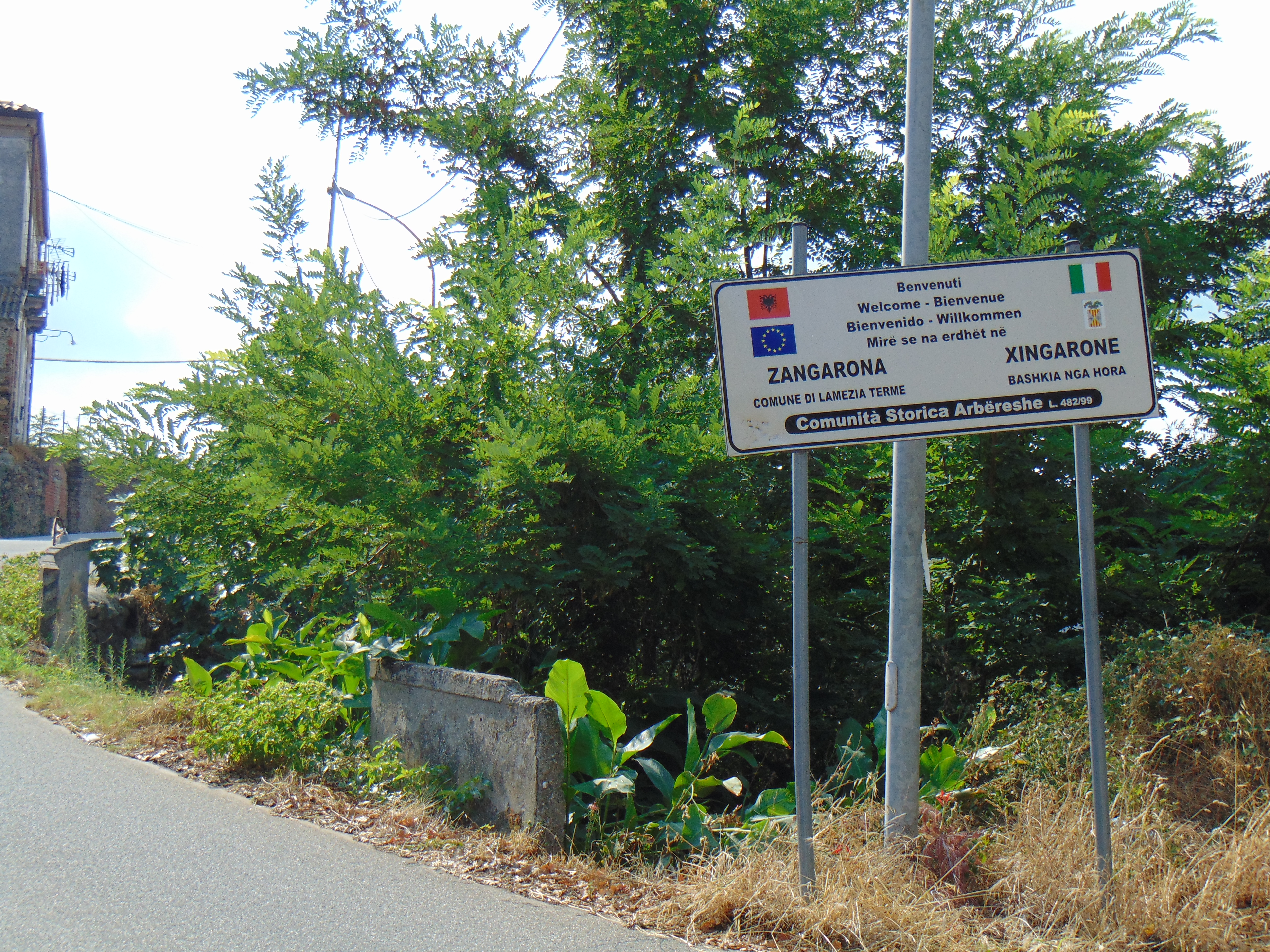
Cartello bilingue

Sull’origine del nome di Zangarona vi sono diverse teorie: 
- la prima, del filologo Gerhard Rohlfs, è che derivi dal termine “zingaro”, probabilmente perché i vicini abitanti di Nicastro accolsero con diffidenza i rifugiati provenienti dalla penisola albanese, tanto da chiamare il villaggio Zingaroni (e tutt’oggi, nel dialetto lametino, è rimasta questa forma), perché erano ritenuti, appunto, degli zingari;

- la seconda spiega che Xingarona significherebbe “gran corona”, a ribadire che questo villaggio era sorto come una corona attorno a Nicastro, come monito per il barone che si era ribellato all’autorità aragonese;

Sembra che nel corso dei secoli le denominazioni del villaggio siano state differenti: si inizia con Xingarona, finendo per Cingarona, Cangarona, Zingaroni, Zangarone, Zangarona (quest’ultima sarebbe la forma definitiva a partire dal 1926, come si legge nell’Elenco degli stabilimenti postali telegrafici e fonotelegrafici del Regno d’Italia per l’anno 1926: tra le annotazioni dei provvedimenti adottati in quell’anno, si legge: “Da aprile 1926, deve chiamarsi Zangarona e non Zangarone”). 

## Storia

### Origini (1444-1448)
«Nel 1444 ebbe origine il Villaggio Zangarona. La barbara onda turchesca, distrutto l’Impero d’Occidente con la conquista di Costantinopoli, avea invasa la Grecia, e penetrando nell’Albania incontrava ostinata resistenza; ma prevalendo la forza degl’infedeli, que’ popoli presero ad emigrare nelle nostre regioni ritrovando ospitalità e soccorsi ne’ reami aragonesi. Una di queste colonie fu nel nostro territorio stanziata sulle colline a levante della nostra Città a circa 4 chilometri di distanza in suolo asciutto e aprico, con comodità di legni e acque fresche e abbondanti; e sebbene da principio una società povera di qualche centinaio di famiglie offrisse, crebbe presto di numero e ora conta famiglie parecchie agiate e civili. Fu la novella abitazione detta Zangarona dal nome della contrada ove sorse». (Memorie storiche della città di Nicastro, 1820)
Le prime colonie albanesi nascono nel 1444 e sono Amato, Andali, Arietta (frazione di Petronà), Vena (frazione di Maida), Caraffa, Carfizzi, Pallagorio, San Nicola dell’Alto, Gizzeria e Zangarona.
Nel 1448 Alfonso I d’Aragona si rivolge a Giorgio Castriota Scanderbeg per chiedere aiuto nella repressione di una rivolta nei pressi della città di Crotone.  
Scanderbeg acconsente e invia una forza sotto la guida di Demetrio Reres e dei suoi due figli, Giorgio e Basilio. Dopo aver represso con successo la rivolta, i mercenari albanesi chiedono di rimanere in Italia a causa dei problemi con i turchi in patria. La loro richiesta viene accolta e si stabiliscono in dodici villaggi della provincia di Catanzaro: Andali, Caraffa, Carfizzi, Gizzeria, Marcedusa, Pallagorio, San Nicola dell'Alto, Vena, Zangarona, Arietta, Amato e Casalnuovo. 
Nel censimento del 1503, a Zangarona si contano 25 fuochi albanesi. 

#### La chiesa di san Nicola (XV sec.)
Poco dopo la fondazione del nuovo paese, viene edificato il primo luogo di culto: la chiesa di San Nicola, di rito greco-bizantino, adornata da preziose icone, dotata di un vasto cimitero sotterraneo e alla quale erano annessi un convento e una foresteria. Dell’intero complesso, distrutto da frane e terremoti, resta oggi la fontana (kroi), che porta il nome del santo, e qualche rudere.

### XVI secolo

#### Gli ebrei a Zangarona

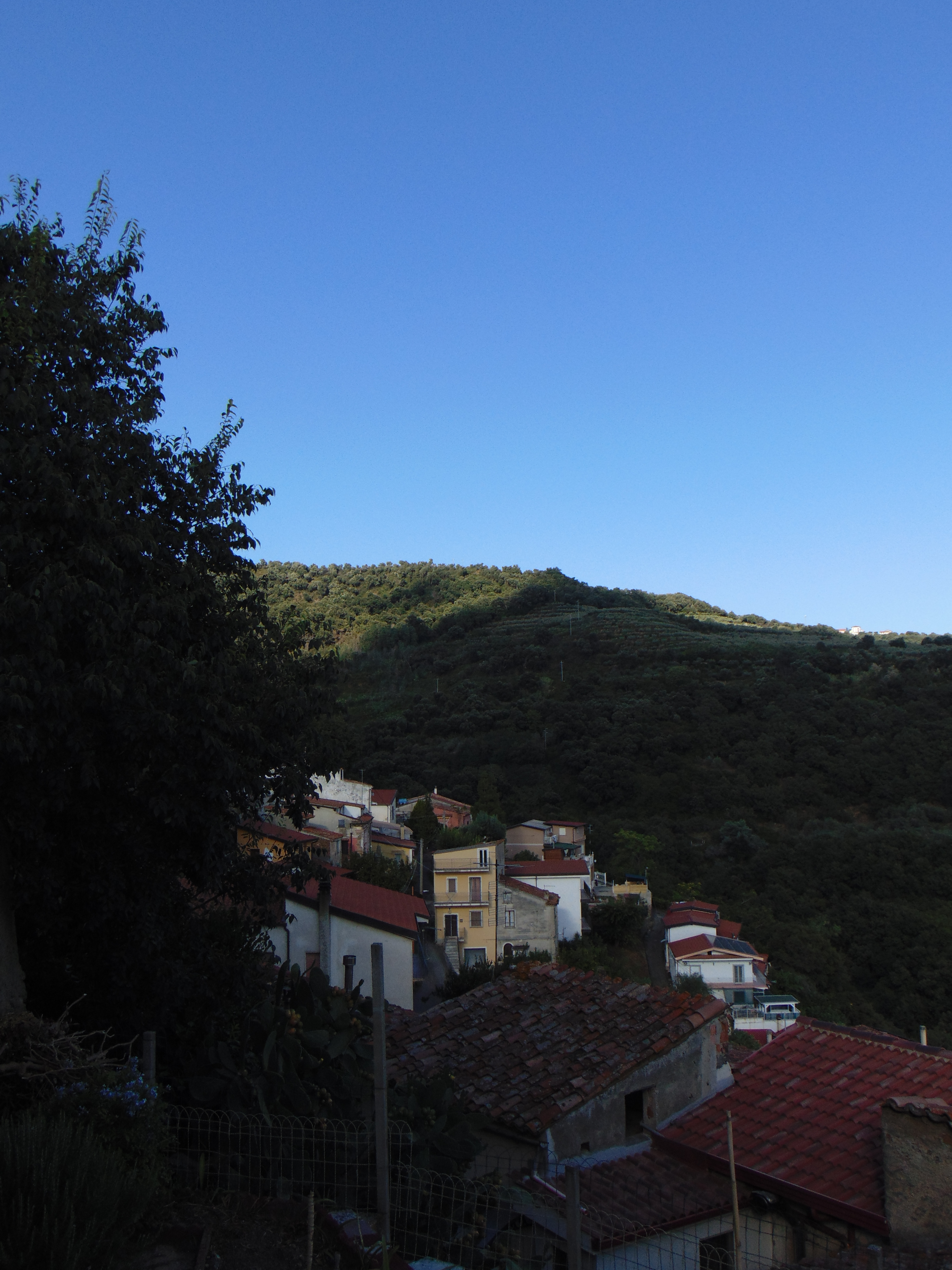
Il rione Judeca

Nel 1510 alcune famiglie di ebrei nicastresi, espulsi con un editto, si rifugiano a Zangarona costruendo le loro case a monte della chiesa di San Nicola, costituendo il rione che è definito - ancora oggi - Judeca.

### XVII secolo

#### La costruzione della nuova chiesa
Nel 1601 Zangarona deve rinunciare al rito greco-bizantino, a causa dello scarso numero di sacerdoti di quel rito. Al 1616 risale la costruzione della nuova chiesa, di rito latino, intitolata alla Madonna delle Grazie.

#### La produzione di marmo verde
In Della Calabria illustrata di Padre Giovanni Fiore da Cropani (1691) si legge: 
«Villaggio del quale Marafiòti, non fa altra menzione, se non che di chiamarlo Zangarona, e che parlano Albanesi nel medesimo Territorio di Nicastro, ed Io soggiongo, che ancora quando vogliono parlano bene la lingua Italiana. È di mediocre popolazione da 100 fuochi, è stimabile per il marmo verde mischio che si truova alle sue falde, qual serve per abbellire gl’edifici della città di Nicastro, al di cui stato va unita, sotto il dominio de’ Principi di Castiglione». 
Si può constatare, inoltre, grazie a questo documento, che l’identità albanese di Zangarona, sullo scorcio del XVII secolo, è ancora intatta e vitale, ma al tempo stesso ben integrata nella nuova dimensione geo-antropologica calabrese e la produzione di marmi la integra, fra l’altro, nel circuito commerciale del centro capoluogo. 

### XIX secolo

#### L'elevazione a comune e la successiva soppressione
Nel 1809 Zangarona è dichiarata “università" dal regno borbonico, e quindi comune a tutti gli effetti. Vi si aggrega anche il casale di Fronti, sorto all'inizio del XVIII secolo a nord di Zangarona. 
Il comune viene soppresso nel 1829, come rileva lo storico Gustavo Valente presso l’archivio di Stato di Napoli; poiché gli abitanti di Zangarona non accettarono il provvedimento di soppressione, la monarchia borbonica concesse una autonomia amministrativa non di diritto, ma di fatto. 
Quando, nel 1847, gli abitanti di Zangarona si rendono conto che l’autonomia non è più vantaggiosa, chiedono di essere aggregati all’università di Nicastro.

## Monumenti e luoghi d'interesse

### Architetture religiose

#### Chiesa Arcipretale di Santa Maria delle Grazie (Klisha Kryepriftërore Shumbëria e Graxjevet)

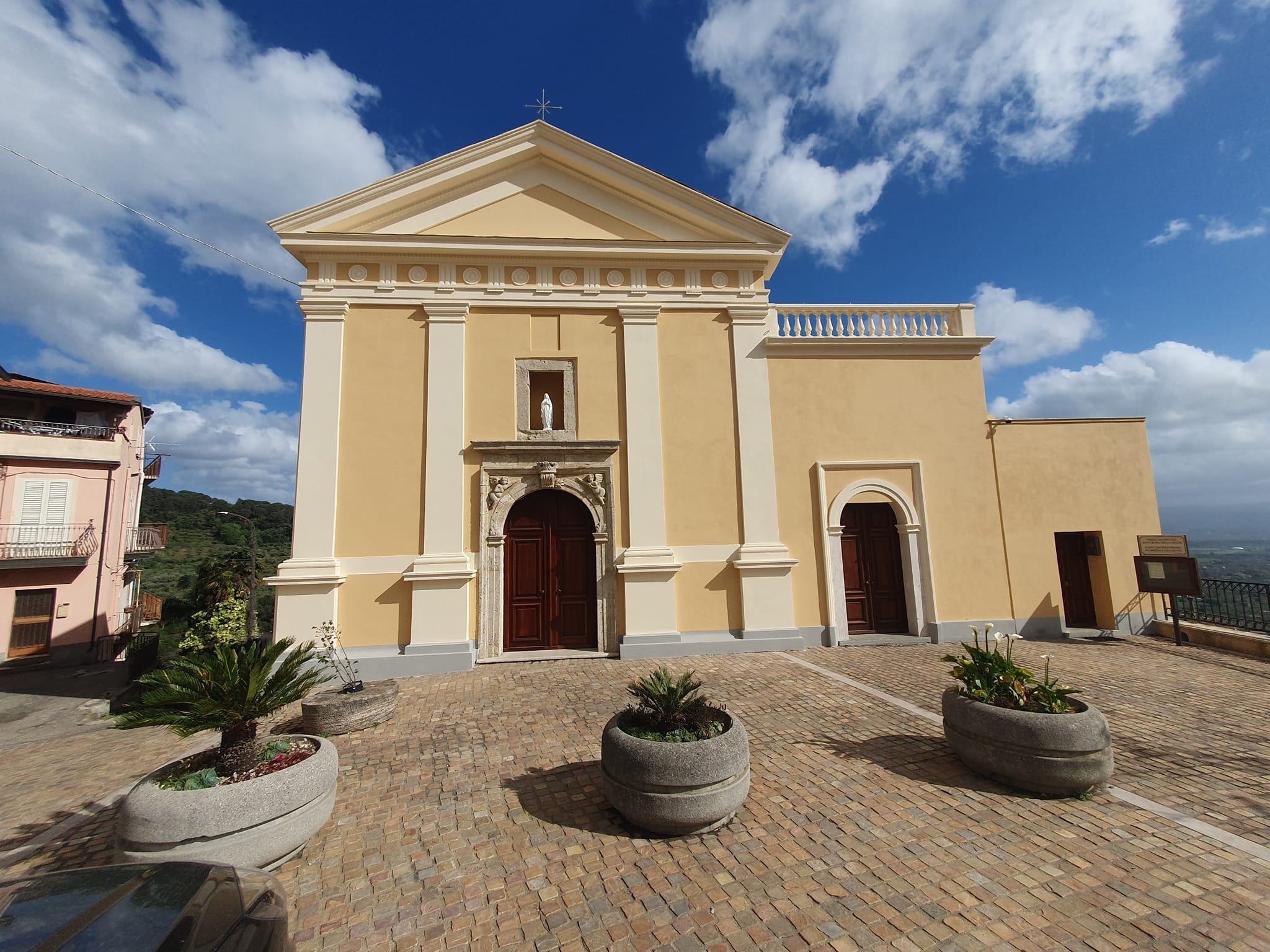
La facciata della chiesa arcipretale

L’edificio, secondo la data riportata sul portale in pietra, risale al 1616 ed è intitolato alla Madonna delle Grazie, raffigurata in una scultura marmorea del 1607, opera del napoletano Francesco Cassano, commissionata dal Vicario episcopale di Nicastro, D. Gregorio de Straniis, come risulta da un documento dell’Archivio Storico del Banco di Napoli. 
La chiesa presenta una pianta longitudinale a due navate, con area presbiteriale a pianta quadrata, sovrastata da catino semicircolare. La copertura è in legno a vista con capriate, nella navata principale, piano nella navata laterale. Il manto di copertura è in tegole di laterizio. Le due navate sono collegate da quattro archi a tutto sesto e da lesene che si collegano con il cornicione sovrastante. Al di sopra di quest’ultimo, sono collocate le finestre che illuminano l’aula. La facciata principale è caratterizzata da una coppia di lesene al di sopra delle quali vi è il fregio che fa da base al timpano terminale. Al centro emerge il portale in pietra dell’ingresso principale, centinato, con putti agli angoli. Sul lato destro della facciata è presente il corpo della navata laterale, con un secondo ingresso, che termina con copertura piana e balaustra.

### Altro
- Busto di Scanderbeg in Piazza “Santa Maria delle Grazie”.

## Società

### Tradizioni e folclore
- 02 luglio: festa patronale in onore della Madonna delle Grazie;
- Prima domenica dopo il 19 marzo: festa in onore di San Giuseppe, con “Cicerata” (sagra della pasta e ceci);
- 24 dicembre: accensione della tradizionale “Fhòcara”;
- 06 gennaio: tradizionale processione di Gesù Bambino accompagnata dagli zampognari.

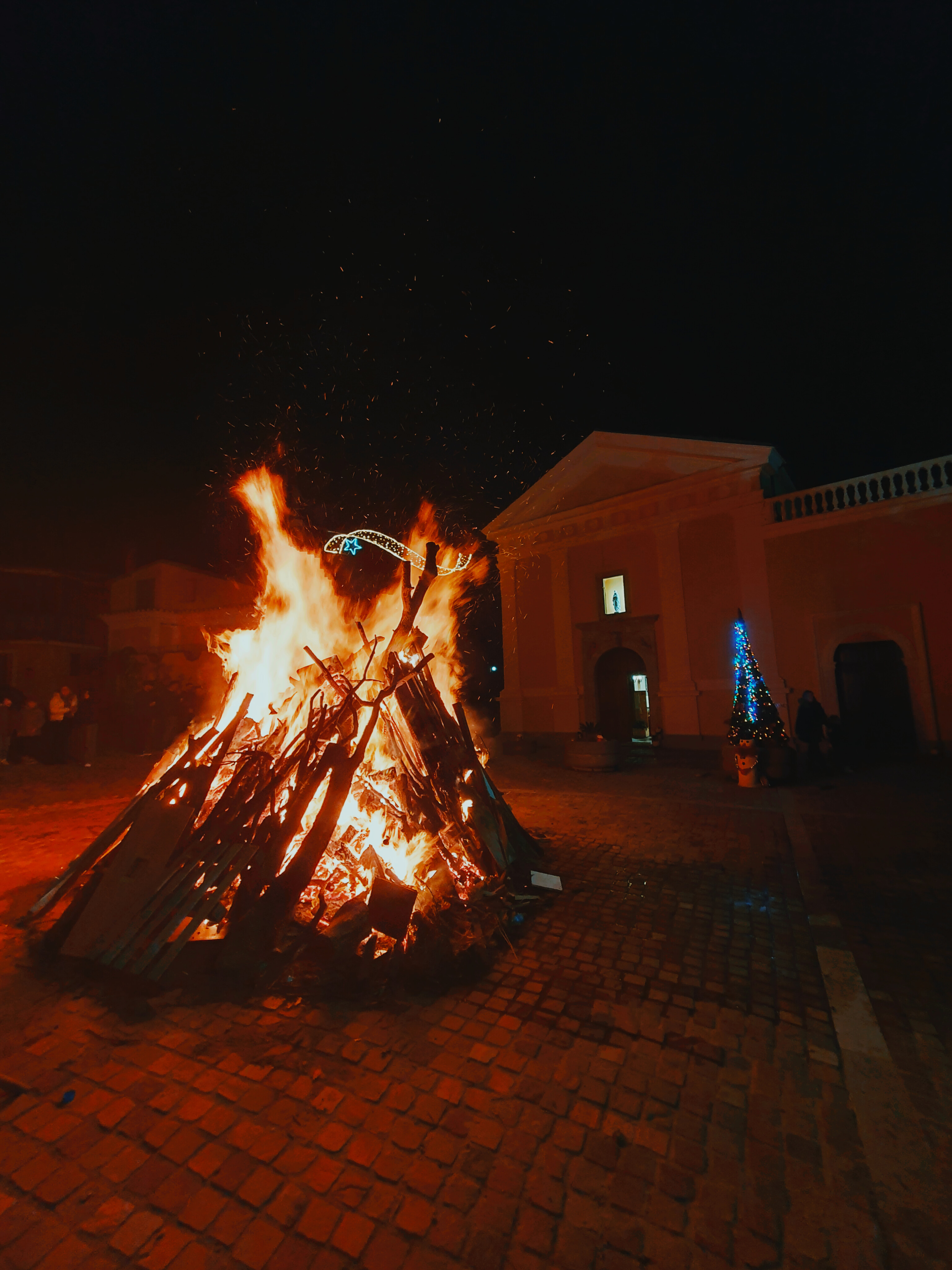
La tradizionale "Fhòcara"

## Cultura

### Associazioni culturali
- "Xingarona larg dhe asër" (2007)

### Cucina
- PETULLA: zeppola, frittella fatta con sale, farina, patate e lievito;

- KUCUPË: dolce fatto con farina, zucchero e uova;

- KULEÇE: ciambelle fatte con farina, zucchero, uova e lievito.

### Eventi
Il 04 maggio 2024 Zangarona ha accolto, per la prima volta, il presidente dell’Albania Bajram Begaj in visita ad alcune comunità arbëreshë della Calabria.

## Amministrazione
Zangarona è stato un comune autonomo fino al 1847, anno in cui venne soppresso insieme a Fronti e diventò frazione di Nicastro, ora Lamezia Terme.

### Sindaci di Zangarona dal 1809 al 1847
- D. Antonio Dara (1809-1810)
- Agostino Colistra (1811-1812)
- Felice Spada (1813-1815)
- Francesco Colistra (1816-1821)
- Antonio Colistra (1822)
- Ferdinando Cortese (1822-1824)
- Giuseppe Fimiano (1825-1826)
- Vincenzo Nicotera (1826-1828)
- Francesco Fimiano (1829)
- Giuseppe M. Fimiano (1830-1831)
- Francesco Colistra (1831-1834)
- Giuseppe Colistra (1834-1837)
- Francesco Fimiano (1837-1840)
- Giuseppe Colistra (1840-1842)
- Giuseppe Fimiano (1843)
- Giuseppe Colistra (1843-1846)
- Francesco Colistra (1846-1847)